# エリク・モンバエルツ
エリク・モンバエルツ（フランス語: Erick Mombaerts, 1955年4月21日 - ）は、フランス・ロワレ県シャントゥコック出身の元サッカー選手、サッカー指導者。UEFAプロライセンスの資格を所有している。

## 来歴
クレールフォンテーヌ国立研究所の1期生。1972年にRCランスに入団してサッカー選手としてのキャリアをスタート。1974年よりU.Sヌーウ、1977年よりEDSモンリュソンへそれぞれ移籍し、1982年に現役を引退した。
引退と同年の1982年よりフランスサッカー協会の地域テクニカルアドバイザーに就任。その後、パリ・サンジェルマンFCのアカデミーコーチやトゥールーズFCの監督などを経て、2007年から2008年までフランスU-18代表の監督、2008年から2011年までフランスU-21代表の監督を務めた。2012年よりル・アーヴルACの監督に就任したが、モンバエルツ自身の意向で2014年12月にル・アーヴルACとの監督契約を解除した。
2014年12月、横浜F・マリノスの監督に就任することが発表された。2017年11月2日、当シーズンをもって退任することを発表。天皇杯は決勝へ進出したため、元日まで指揮を執ったがタイトル獲得とはならなかった。
2019年6月、メルボルン・シティFCの監督に就任。就任初年度からクラブを過去最高のAリーグ2位に導くとファイナルシリーズでもクラブ史上初のグランドファイナルに進出、シドニーFCに敗れたもののクラブ初のAFCチャンピオンズリーグ出場権を獲得した。2020年9月3日、家族の事情で契約を解除し退任した。

## 選手歴
- 1972年 - 1974年  RCランス[1]
- 1974年 - 1977年  U.Sヌーウ（英語版）[1]
- 1977年 - 1982年  EDSモンリュソン（英語版）[1]

## 指導歴
- 1982年 - 1986年 フランスサッカー協会 地域テクニカルアドバイザー[1]
- 1986年 - 1989年  パリ・サンジェルマンFC
  - 1986年 - 1987年 ユース アカデミーダイレクター/2ndチーム コーチ[1]
  - 1987年 - 1988年 トップチーム監督[1]
  - 1987年 - 1989年 ユース アカデミーダイレクター/2ndチーム コーチ・監督[1]
- 1989年 - 1990年  EAギャンガン 監督[1]
- 1990年 - 1994年  ASカンヌ
  - 1990年 - 1992年 コーチ[1]
  - 1992年 - 1994年 トップチーム監督[1]
- 1994年 - 1999年 フランスサッカー協会エリート育成センターカステルモルー校 アカデミーマネージャー[1]
- 1999年 - 2006年  トゥールーズFC
  - 1999年 - 2001年 ユース/2ndチーム 監督 監督[1]
  - 2001年 - 2006年 監督[1]
- 2007年 - 2008年  フランスU-18代表 監督[1]
- 2008年 - 2012年  フランスU-21代表 監督[1]
- 2012年 - 2014年  ル・アーヴルAC 監督[1]
- 2015年 - 2017年  横浜F・マリノス 監督[1]
- 2019年 - 2020年  メルボルン・シティFC 監督

## エピソード
- フランス代表元監督のジェラール・ウリエは、モンバエルツについて「フランスサッカー界における最高の指導者の一人」と評している[3]。
- 自身の横浜FM指揮と同時期に日本代表を率いていたヴァイッド・ハリルホジッチとは、パリ・サンジェルマン時代での選手・指導者という間柄である。

## タイトル

### 指導者時代
トゥールーズFC
- リーグ・ドゥ:1回（2002-03）

メルボルン・シティFC
- Aリーグ:1回（2019-20）

個人
- リーグ・ドゥ年間最優秀監督賞:1回（2003）
- Aリーグ年間最優秀監督:1回（2019-20）